# Clic Air
Clic (antes EasyFly, acrónimo de Empresa Aérea de Servicios y Facilitación Logística Integral) es una aerolínea de vuelos regionales en Colombia. Opera desde el 10 de octubre de 2007 en rutas de ciudades intermedias, es la primera aerolínea de su tipo en el país. Su base y centro de operaciones principal se encuentra en el Puente Aéreo del Aeropuerto Internacional El Dorado (BOG) de Bogotá, con bases secundarias en el Aeropuerto Olaya Herrera (EOH) de Medellín, el Aeropuerto Palonegro (BGA) de Bucaramanga, el Aeropuerto Los Garzones (MTR) de Montería, el Aeropuerto Ernesto Cortizzos (BAQ) de Barranquilla y el Aeropuerto Internacional Alfonso Bonilla Aragón (CLO) de Cali. Tiene el récord de ser la aerolínea que más pasajeros mueve desde Medellín (EOH) y la aerolínea con más destinos operados desde Bucaramanga (BGA), además es la única aerolínea en Colombia que opera en los dos aeropuertos que sirve a la ciudad de Medellín, teniendo una operación complementaria entre el aeropuerto Olaya Herrera (EOH) con vuelos diurnos y en el Aeropuerto Internacional José María Córdova de Rionegro (MDE) que sirve a Medellín con vuelos nocturnos y diurnos. 
Desde el año 2020, antes de la pandemia, Clic Air (en ese entonces EasyFly) se hizo dueña de su propio taller aeronáutico para hacerle mantenimiento a sus propias aeronaves, con Industrial Aeronáutica como parte del Grupo Empresarial, la aerolínea cumple con los cambios en la legislación aeronáutica colombiana la cual pide que los operadores de aviones civiles descentralicen el mantenimiento de sus aviones.

## Historia
La aerolínea fue fundada en el año 2006, por uno de los creadores de AeroRepública, Alfonso Ávila y otros socios. Sus primeras aeronaves han sido adquiridas por el sistema de leasing, después de tener 9 rutas aprobadas se inició operaciones en el mes de octubre de 2007 con sólo dos rutas: Barrancabermeja y Arauca desde Bogotá.
Entre noviembre de 2007 y enero de 2008, se abren las rutas hacia: Armenia, Cartago, Yopal, Ibagué y Villavicencio, más adelante en mayo del 2008 se abre el segundo centro de operaciones en Medellín. En el transcurso del año se recibieron otros 7 aviones completando 9 en total y operando (a noviembre de 2010) 16 destinos entre ciudades intermedias del país.
En enero de 2021 la aerolínea se ve obligada a efectuar un despido masivo de más de 50 empleados de todas las áreas, debido a la insolvencia económica que experimentó, producto de la pandemia vivida en el transcurso del 2020.[cita requerida]
En 2023, el Holding británico EasyGroup Ltd. (propietaria de EasyJet) habría iniciado una demanda en contra de la Empresa Aérea de Servicios y Facilitación Logística Integral por sus siglas de «EasyFly» (que le daban el nombre anterior de la aerolínea) por una supuesta infracción en el nombre «Easy», sin embargo la demanda que se realizó ante el Tribunal Superior de Justicia de Londres no prosperó, por lo que EasyJet perdió en el Reino Unido y fue condenada a pagar US$81.204 a la compañía Colombiana. A pesar de ganar la demanda, en un acuerdo con el grupo británico en julio de 2023, se decidió cambiar el nombre de EasyFly a la nueva marca de aerolínea Clic o Clic Air, lo cual finalmente se efectuó el 15 de agosto del 2023.

## Tráfico
En 2016 movilizó más de 1 millón de pasajeros en 26 rutas, representado un 4,66% del mercado nacional, con un crecimiento de 4% respecto a 2015, actualmente es la segunda aerolínea colombiana que más vuelos opera con cerca de 40 000 vuelos realizados en el año. La distribución del tráfico de la aerolínea se compone según centro de operaciones así, incluye rutas suspendidas y vuelos chárter:
| Centros            | Tráfico   | Part | Rutas |
| ------------------ | --------- | ---- | ----- |
| Medellín (EOH)     | 448.754   | 44%  | 12    |
| Bogotá (BOG)       | 283.824   | 27%  | 10    |
| Bucaramanga (BGA)  | 217.668   | 21%  | 6     |
| Barranquilla (BAQ) | 67.355    | 6.6% | 3     |
| Total              | 1.017.601 | 4%   | 25    |

Actualmente Clic Air cuenta con una flota de 20 aviones ATR para 50 o 70 pasajeros, y esperan transportar este 2023 más de dos millones de pasajeros. Para el año 2022, 1,91 millones de pasajeros, lo cual significó un incremento del 35% respecto al año 2021.

## Flota

### Flota actual

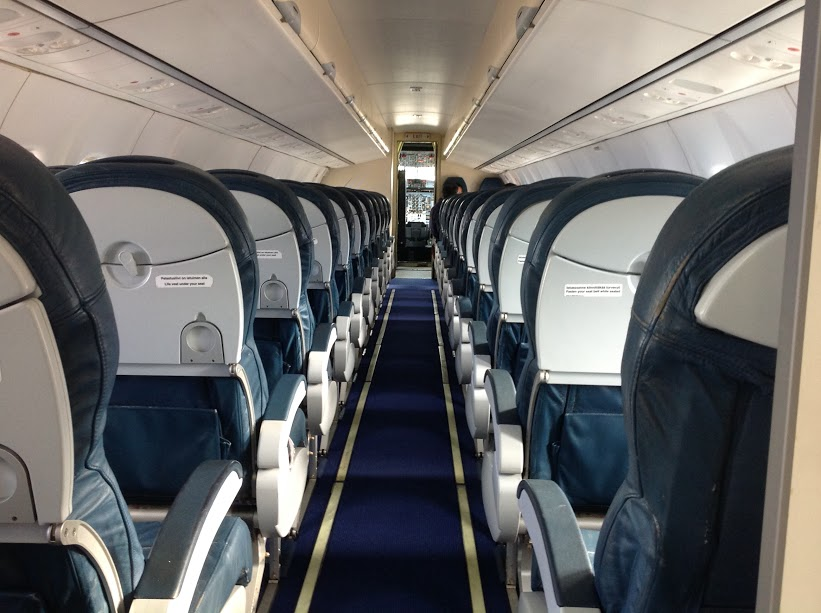
Interior de una aeronave de Clic Air

De acuerdo con su plan de operación, Clic Air escogió aeronaves del fabricante británico British Aerospace Jetstream 41, con una capacidad para 29 pasajeros. Además desde 2014 empezó expansión y próxima renovación de flota con aviones ATR 42-500 del fabricante franco-italiano ATR. Las nuevas aeronaves servirían para nuevas rutas al interior del país, buscando fortalecer regiones como el Eje Cafetero y la Costa Caribe. Con estas aeronaves, la aerolínea planea realizar rutas internacionales. El BAe Jetstream 41 fue retirado en 2019 para continuar con la expansión de flota de aviones. 
A mayo de 2022 la flota de aviones de Clic Air es 90% aviones que salieron directo de la fábrica de ATR en Toulose a operar en la aerolínea, lo cual hace que tenga una de las flotas más modernas y jóvenes de América.
La flota de la aerolínea está compuesta por las siguientes aeronaves:
| Aeronaves | En servicio | Pedidos | Pasajeros (clase única)                          | Matrículas                                       | Antigüedad                                       |
| --------- | ----------- | ------- | ------------------------------------------------ | ------------------------------------------------ | ------------------------------------------------ |
| ATR 42    | 13          | 7       | 50                                               | HK-5199                                          | 17,7 años                                        |
| ATR 42    | 13          | 7       | 50                                               | HK-5314                                          | 4,9 años                                         |
| ATR 42    | 13          | 7       | 50                                               | HK-5321                                          | 4,9 años                                         |
| ATR 42    | 13          | 7       | 50                                               | HK-5331                                          | 4,6 años                                         |
| ATR 42    | 13          | 7       | 50                                               | HK-5341                                          | 4,4 años                                         |
| ATR 42    | 13          | 7       | 50                                               | HK-5354                                          | 4,3 años                                         |
| ATR 42    | 13          | 7       | 50                                               | HK-5349                                          | 4,3 años                                         |
| ATR 42    | 13          | 7       | 50                                               | HK-5351                                          | 4 años                                           |
| ATR 42    | 13          | 7       | 48                                               |                                                  |                                                  |
| ATR 42    | 13          | 7       | HK-5282                                          | 8,4 años                                         |                                                  |
| ATR 42    | 13          | 7       | HK-5310                                          | 7,4 años                                         |                                                  |
| ATR 42    | 13          | 7       | HK-5391                                          | 6,7 años                                         |                                                  |
| ATR 42    | 13          | 7       | HK-5313                                          | 5,3 años                                         |                                                  |
| ATR 42    | 13          | 7       | HK-5315                                          | 5,3 años                                         |                                                  |
| ATR 72    | 6           | —       | 68                                               | HK-5404                                          | 7,4 años                                         |
| ATR 72    | 6           | —       | 70                                               | HK-5293                                          | 5,7 años                                         |
| ATR 72    | 6           | —       | 70                                               | HK-5292                                          | 5,7 años                                         |
| ATR 72    | 6           | —       | 70                                               | HK-5294                                          | 5,7 años                                         |
| ATR 72    | 6           | —       | 70                                               | HK-5322                                          | 4,9 años                                         |
| ATR 72    | 6           | —       | 70                                               | HK-5347                                          | 4,4 años                                         |
| Total     | 20          | 7       | Edad media de la flota (abril de 2024): 6,6 años | Edad media de la flota (abril de 2024): 6,6 años | Edad media de la flota (abril de 2024): 6,6 años |

### Flota histórica

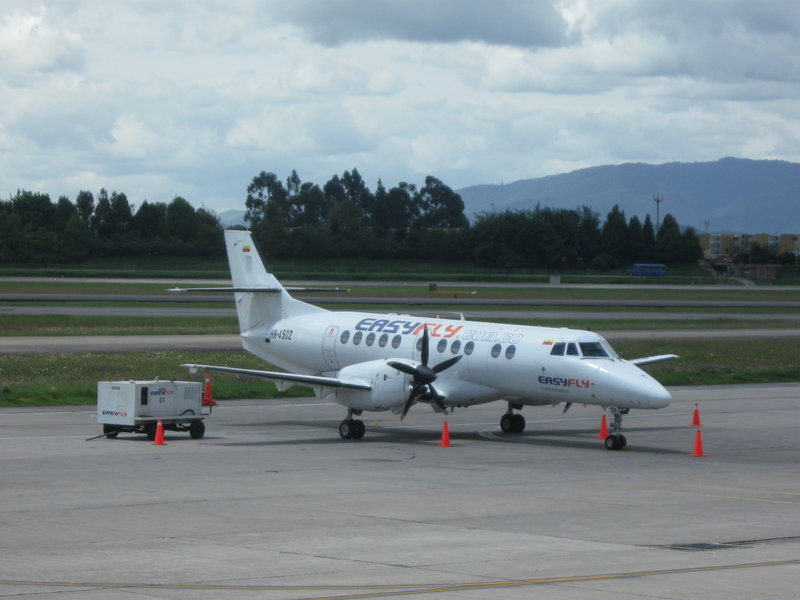
BAe Jetstream 41 de Clic con librea anterior de Easyfly

| Aeronaves        | Total | Introducido | Retirado | Matrículas |
| ---------------- | ----- | ----------- | -------- | --- |
| BAe Jetstream 41 | 14    | 2008        | 2020     | HK-4502, HK-4503, HK-4521, HK-4522, HK-4551, HK-4568, HK-4584, HK-4585, HK-4596, HK-4765, HK-4775, HK-4786, HK-4867 y HK-4868 |

## Destinos
Clic Air tiene una operación concentrada en la región centro norte y centro occidente de Colombia, en la actualidad tiene presencia en los departamentos de: Cauca, Huila, Tolima, Valle del Cauca, Cundinamarca, Casanare, Quindío, Caldas, Risaralda, Arauca, Chocó, Caquetá, Antioquia, Nariño,Córdoba, Meta, Sucre, Santander, Norte de Santander, Putumayo, Bolívar, Atlántico y Cesar, completando una presencia en 23 departamentos de los 32 que hay en la República de Colombia. En 2010 se dio inicio al proyecto de expansión en el sur occidente del país arribando a Cali con operaciones a Pasto, Quibdó y Tumaco estableciendo un centro regional allí, pero dicho proyecto se aplazó saliendo así de todas las rutas desde Cali. En enero de 2014, en una nueva fase de expansión, inicia la operación de la ruta Medellín - Pereira reemplazando la ruta Bucaramanga - Santa Marta que suspendió en febrero. Desde Arauca en marzo de 2015 se descentraliza operando a Cúcuta, el mismo mes retoma la operación a Ibagué pero desde Medellín. En noviembre da inicio al cuarto centro de operaciones en Barranquilla con la reapertura de la ruta a Montería. En septiembre de 2016, inició operaciones en el aeropuerto internacional José María Córdova, estableciendo una operación nocturna, complementando la operación que se tenía desde el aeropuerto Olaya Herrera hacia las ciudades de Bucaramanga, Montería y Pereira. En marzo de 2017 se incluye una ruta diurna desde dicho aeropuerto al departamento de Casanare, Aeropuerto El Alcaraván. Los destinos desde y hacia la ciudad de Bogotá se realizan desde la Terminal Puente Aéreo desde el 29 de abril de 2018.
En virtud del plan de expansión, a partir del 2 de noviembre de 2018 retomó la base en Cali, desde donde vuela a Quibdó, Ibagué, Neiva, Puerto Asís y Bucaramanga. También tiene proyectado instaurar desde marzo de 2023, en fecha aún por definir, vuelos directos de Bogotá y Medellín al municipio santandereano de San Gil y viceversa, aprovechando las reformas hechas al aeropuerto de esta municipalidad (Aeropuerto Los Pozos) y el potencial turístico que ofrece esta región.

### Destinos actuales
Actualmente esta aerolínea posee cuatro centros de operaciones en el Terminal Puente Aéreo de Bogotá, Aeropuerto Olaya Herrera de Medellín, Aeropuerto Internacional Palonegro de Bucaramanga y en el Aeropuerto Los Garzones Montería. Operando de manera regular 20 destinos en 24 rutas. A partir de noviembre de 2018 inicia operaciones el quinto centro de operaciones en el Aeropuerto Internacional Alfonso Bonilla Aragón de Cali:

### Destinos nacionales
Actualmente Clic Air opera en 35 ciudades en 63 rutas nacionales 
| Ciudad por país                                             | BOG | BGA | CLO | EOH | VVC | Otra          | # |
| ----------------------------------------------------------- | --- | --- | --- | --- | --- | ------------- | - |
| Colombia (31 destinos, 59 rutas)                            | 14  | 8   | 9   | 17  | 3   | 8             |   |
| · Apartadó / Aeropuerto Antonio Roldán Betancourt           |     |     |     | •   | •   |               | 2 |
| · Saravena / Aeropuerto Los Colonizadores                   | •   | •   | •   |     |     | CUC           | 3 |
| · Armenia / Aeropuerto Internacional El Edén                | •   |     |     | •   |     |               | 2 |
| · Barrancabermeja / Aeropuerto Yariguies                    | •   |     |     |     |     |               | 1 |
| · Barranquilla / Aeropuerto Internacional Ernesto Cortissoz |     | •   |     |     |     | VUP           | 1 |
| · Bucaramanga / Aeropuerto Internacional Palonegro          |     |     |     | •   |     | BAQ, CUC, RON | 4 |
| · Buenaventura / Aeropuerto Gerardo Tovar López             | •   |     |     |     |     |               | 1 |
| · Cali / Aeropuerto Internacional Alfonso Bonilla Aragón    | •   |     |     | •   | •   |               | 2 |
| · Cartagena / Aeropuerto Internacional Rafael Nuñez         | •   | •   |     | •   |     | EOH, CUC      | 4 |
| · Corozal / Aeropuerto Las Brujas                           |     |     |     | •   |     |               | 1 |
| · Cúcuta / Aeropuerto Internacional Camilo Daza             |     | •   |     | •   |     | AUC, CTG, EOH | 5 |
| · Florencia / Aeropuerto Gustavo Artunduaga                 | •   |     |     | •   |     |               | 2 |
| · Guapi / Aeropuerto Juan Casiano                           |     |     | •   |     |     |               | 1 |
| · Ibagué / Aeropuerto Perales                               |     | •   |     | •   |     |               | 2 |
| · Manizales / Aeropuerto La Nubia                           | •   |     | •   | •   |     |               | 3 |
| · Medellín / Aeropuerto Olaya Herrera                       |     | •   | •   |     | •   | CTG, CUC, RON | 6 |
| · Medellín / Aeropuerto Internacional José María Córdova    |     |     |     |     |     | PEI           | 1 |
| · Neiva / Aeropuerto Benito Salas                           | •   |     |     | •   |     |               | 2 |
| · Montería / Aeropuerto Internacional Los Garzones          |     |     |     | •   |     | BAQ           | 2 |
| · Paipa / Aeropuerto Juan José Rondón                       |     | •   |     | •   |     | EYP           | 3 |
| · Pasto / Aeropuerto Antonio Nariño                         |     |     | •   |     |     |               | 1 |
| · Pereira / Aeropuerto Internacional Matecaña               | •   |     |     | •   |     |               | 2 |
| · Pitalito / Aeropuerto Contador                            | •   |     |     | •   |     |               | 2 |
| · Popayan / Aeropuerto Guillermo León Valencia              | •   |     |     |     |     |               | 1 |
| · Puerto Asís / Aeropuerto Tres de Mayo                     | •   |     | •   |     |     |               | 2 |
| · Quibdó / Aeropuerto El Caraño                             | •   |     | •   | •   |     |               | 3 |
| · San José del Guaviare / Aeropuerto Jorge Enrique González | •   |     |     |     |     |               | 1 |
| · Tumaco / Aeropuerto La Florida                            | •   |     | •   |     |     |               | 1 |
| · Valledupar / Aeropuerto Alfonso López Pumarejo            |     |     |     | •   |     | BAQ           | 1 |
| · Villavicencio / Aeropuerto Vanguardia                     |     |     | •   | •   |     |               | 2 |
| · Yopal / Aeropuerto El Alcaraván                           | •   | •   | •   |     |     | RON           | 4 |
| Total destinos: 28; Total de rutas: 59                      | 14  | 8   | 9   | 17  | 13  | 8             |   |

### Antiguos destinos
- Colombia
  - Riohacha / Aeropuerto Almirante Padilla
  - Cartago / Aeropuerto Santa Ana
  - Santa Marta / Aeropuerto Internacional Simón Bolívar

### Futuros destinos
El 11 de marzo de 2023 se recibió en el Aeropuerto Los Pozos del municipio santandereano de San Gil el primer vuelo comercial de prueba con funcionarios de la Aerocivil en un avión ATR 42, donde Clic Air tenía proyectado iniciar en un lapso de tres (3) meses vuelos regulares a este municipio desde Bogotá y Medellín y viceversa, buscando aprovechar el potencial turístico de la "Perla del Fonce", como se le conoce a este municipio por el Río Fonce que lo circunda, junto al de municipios cercanos como Barichara y El Socorro, entre otros. En la actualidad Clic Air espera que las autoridades municipales terminen las adecuaciones en la Sala de Espera y Abordaje del Aeropuerto Los Pozos, para así proceder a comenzar los vuelos en su flota de aviones a San Gil.
En agosto de 2023, se anunció la apertura de la ruta desde Bogotá a Cartagena que iniciará el día 18 del mismo mes.
La aerolínea Clic  anunció el inicio de sus operaciones de la ruta Medellín (EOH) – Santa Marta, que iniciará operaciones el jueves 15 de febrero. La ruta está proyectada para volar con tres frecuencias semanales disponibles los días jueves, domingo y lunes.

## [20]Referencias
1. 1 2  https://www.larepublica.co/empresas/easyfly-y-satena-operaran-desde-el-puente-aereo-2710443https://www.las2orillas.co/las-razones-por-las-que-easyfly-tuvo-que-cambiar-de-nombre/
2. ↑  TorreElDorado (7 de mayo de 2019). «Easyfly aumenta su operación un 40% en Medellín». TorreElDorado. Archivado desde el original el 12 de mayo de 2019. Consultado el 1 de junio de 2019.
3. ↑  TorreElDorado (22 de abril de 2019). «Easyfly incrementará la operación en la ruta Cali-Bucaramanga-Cali». TorreElDorado. Archivado desde el original el 1 de junio de 2019. Consultado el 1 de junio de 2019.
4. ↑  eltiempo.com. «EASYFLY, primera línea aérea de bajo costo del país, despega este viernes». Consultado el 21 de marzo de 2009.
5. ↑  portafolio.com.co. «Easyfly inició operaciones, con rutas entre Medellín - Bogotá y Armenia, con bajas tarifas en sus tiquetes». Consultado el 17 de marzo de 2009. (enlace roto disponible en Internet Archive; véase el historial, la primera versión y la última).
6. ↑  aviacol.net. «EasyFly le devuelve la vida al aeropuerto de Cartago». Consultado el 4 de junio de 2008.
7. ↑  eltiempo.com. «EASYFLY, la aerolínea colombiana de bajo costo, comenzó a volar entre Bogotá y Yopal». Consultado el 21 de marzo de 2009.
8. ↑  eltiempo.com. «Nueva aerolínea EASYFLY cubrirá la ruta Bogotá - Ibagué con tarifas reducidas». Consultado el 21 de marzo de 2009.
9. ↑  eltiempo.com. «EASYFLY volará a Villavicencio a partir del próximo 7 de diciembre». Consultado el 21 de marzo de 2009.
10. ↑  viajaporcolombia.com. «Easyfly llegará al Enrique Olaya Herrera de Medellín». Consultado el 21 de marzo de 2009.
11. ↑  primera-clase.com. «EasyFly llega a Colombia con precios bajos». Archivado desde el original el 27 de mayo de 2008. Consultado el 4 de junio de 2008.
12. ↑  Portafolio. «Así es la nueva imagen de la aerolínea Clic y las rutas que estrenará». Portafolio.co. Consultado el 15 de agosto de 2023.
13. ↑  Aerocivil. «Boletín Origen-Destino diciembre de 2011» (XLS). Estadísticas Operacionales. Consultado el 5 de abril de 2012. (enlace roto disponible en Internet Archive; véase el historial, la primera versión y la última).
14. ↑  http://www.ch-aviation.com/portal/aircraft/quick?phrase=Easyfly+%28Colombia%29
15. ↑  «Clic Fleet Details and History». Planespotters.net (en inglés). 21 de marzo de 2024. Consultado el 4 de abril de 2024.
16. ↑  Juliana Estrada Ciro. «Nuevos ATR». Consultado el 8 de octubre de 2014.
17. ↑  «Easyfly Fleet Details and History». www.planespotters.net. Consultado el 4 de noviembre de 2022.
18. ↑  https://www.eltiempo.com/economia/empresas/easyfly-cambia-de-nombre-se-llamara-clic-aerolinea-desde-agosto-784639https://www.vanguardia.com/economia/local/aterriza-el-primer-vuelo-de-reconocimiento-en-el-aerodromo-los-pozos-en-san-gil-santander-EK6396215
19. ↑  Equipo Volavi. «CLIC SE LANZA DE FORMA OFICIAL Y VOLARÁ A CARTAGENA DESDE BOGOTÁ». Consultado el 15 de agosto de 2023.
20. ↑  «Aerolínea Clic integra a Santa Marta a su red de rutas como destino número 36». ALNNEWS. 8 de febrero de 2024. Consultado el 19 de febrero de 2024.